# Charlie Chan's Greatest Case
Pour plus de détails, voir Fiche technique et Distribution.
Charlie Chan's Greatest Case est un film américain réalisé par Hamilton MacFadden, sorti en 1933. 
Charlie Chan's Greatest Case  appartient à la série interprétée par Warner Oland dans le rôle du détective sino-américain Charlie Chan. Ce film est maintenant considéré comme perdu.

## Synopsis
Lorsque Dan, une petite frappe, est poignardé à mort en plus d'avoir le bras cassé, le célèbre détective Charlie Chan enquête sur cette affaire. Son premier indice lui vient de la sœur de la victime, qui a remarqué un rôdeur portant une montre-bracelet phosphorescente.

## Fiche technique
- Titre original : Charlie Chan's Greatest Case
- Réalisation : Hamilton MacFadden
- Scénario : Lester Cole et Marion Orth, d'après le roman La Maison sans clef (The House Without a Key) d'Earl Derr Biggers
- Costumes : Royer
- Photographie : Ernest Palmer
- Montage : Alex Troffey
- Producteur exécutif : Sol M. Wurtzel
- Société de production : Fox Film Corporation
- Pays d'origine : États-Unis
- Format : Noir et blanc - 35 mm - 1,37:1 - Mono
- Genre : policier
- Durée : 70 minutes
- Date de sortie : 15 septembre 1933

## Distribution
- Warner Oland : Charlie Chan
- Heather Angel : Carlotta Eagan
- Roger Imhof : The Beachcomber
- John Warburton :  John Quincy Winterslip
- Walter Byron :  Henry Jennison
- Ivan F. Simpson :  Brade
- Virginia Cherrill :  Barbara Winterslip
- Francis Ford :  le capitaine Hallett
- Robert Warwick :  Dan Winterslip
- Frank McGlynn Sr. :  Amos Winterslip
- Clara Blandick :  Minerva Winterslip
- Claude King :  le capitaine Arthur Cope
- William Stack :  James Eagan
- Gloria Roy :  Arlene Compton
- Cornelius Keefe :  Steve Letherbee